# Stony Point (Caroline du Nord)
Pour les articles homonymes, voir Stony Point.
Stony Point est une census-designated place américaine située dans le comté d'Alexander dans l'État de Caroline du Nord. En 2010, sa population était de 1 317 habitants.

## Démographie
| 2000  | 2010  | - | - | - | - |
| ----- | ----- | - | - | - | - |
| 1 380 | 1 317 | - | - | - | - |

## Source de la traduction
- (en) Cet article est partiellement ou en totalité issu de l’article de Wikipédia en anglais intitulé « Stony Point, North Carolina » (voir la liste des auteurs).